# Королівство Раротонга

Прапор Королівства Раротонга (1858-1888)

Королівство Раротонга, (кукск. Mātāmuatanga Rarotonga), назване за островом Раротонга, було незалежним королівством, заснованим за допомогою британців у 1858 році. У 1888 році стало протекторатом Британської імперії за його власним проханням, а у 1893 році ім'я протекторату було змінено на Федерація Островів Кука.